# ВВА/Спартан
ВВА/Спартан (нидерл. VVA/Spartaan) — нидерландский любительский футбольный клуб из Амстердама. Основан 1 июля 1988 года после слияния клубов ВВА (основан в 1901 году) и «Де Спартан» (основан в 1903 году). Домашние матчи команда проводит на футбольном поле спорт-парка имени Яна ван Галена. 
В сезоне 2016/17 клуб выступал в третьем любительском классе Нидерландов.

## История
Предшественники клуба трижды доходили до финала Кубка Нидерландов. В 1918 году ВВА уступил в финале клубу РКХ, проиграв со счётом 2:1. «Де Спартан» доходил до финала в сезонах 1925/26 и 1936/37, проиграв в первом финале команде ЛОНГА, а во втором уступив «Эйндховену».

## Достижения
- Финалист Кубка Нидерландов: 
  - 1918, 1926, 1937
- Обладатель Кубка района (Запад 1, среди воскресных команд): 
  - 1965, 1968

## Бывшие игроки
- Пит ван ден Брукке
- Джо Беренс
- Хан Велдер
- Эф Вестерс
- Ян де Натрис
- Тео Хаутман